# Kazakhstan aux Jeux olympiques d'hiver de 2014
Le Kazakhstan participe aux Jeux olympiques d'hiver de 2014 à Sotchi en Russie du 7 au 23 février 2014. Il s'agit de sa sixième participation à des Jeux d'hiver.

## Liste des médaillés
| Sport                  | Discipline | Athlète(s) | Date       |
| Médaille de bronze : 1 |            |            |            |
| Patinage artistique    | Hommes     | Denis Ten  | 14 février |

| Sport               | Médaille d'or, Jeux olympiques | Médaille d'argent, Jeux olympiques | Médaille de bronze, Jeux olympiques | Total |
| ------------------- | ------------------------------ | ---------------------------------- | ----------------------------------- | ----- |
| Patinage artistique | 0                              | 0                                  | 1                                   | 1     |